# Bratton Township (Ohio)
Bratton Township ist eines von fünfzehn Townships des Adams Countys im US-Bundesstaat Ohio. Das U.S. Census Bureau hat bei der Volkszählung 2020 eine Einwohnerzahl von 1.380 ermittelt.

## Geografie
Bratton Township liegt im Norden des Adams Countys im Südwesten von Ohio, ist im Süden etwa 35 km vom Ohio River entfernt, der die natürliche Grenze zu Kentucky bildet, und grenzt im Uhrzeigersinn an die Townships Brushcreek Township im Highland County, Mifflin Township im Pike County, Franklin Township, Meigs Township, Scott Township und Jackson Township im Highland County.

## Verwaltung
Das Township wird durch ein Board of Trustees, bestehend aus drei gewählten Mitgliedern, verwaltet. Zwei Personen werden jeweils im Jahr nach der Präsidentschaftswahl gewählt und eine jeweils im Jahr davor. Die Amtszeit dauert in der Regel vier Jahre und beginnt jeweils am 1. Januar. Daneben gibt es noch einen Township Clerk (Schriftführer), der ebenfalls im Jahr vor der Präsidentschaftswahl auf eine vierjährige Amtszeit gewählt wird. Dessen Amtszeit beginnt jeweils am 1. April.